# Abaciscus costimacula
Abaciscus costimacula là một loài bướm đêm thuộc họ Geometridae. Nó được Wileman miêu tả năm 1912. Nó được tìm thấy ở Đài Loan, Trung Quốc, Sumatra, bán đảo Mã Lai và Borneo.